# Прушинский (посёлок)
Прушинский — посёлок в Зырянском районе Томской области России. Входит в состав Чердатского сельского поселения.

## География
Посёлок находится в юго-восточной части Томской области, в пределах Чулымской равнины, к северу от реки Чети, на расстоянии примерно 16 километров (по прямой) к северо-востоку от села Зырянского, административного центра района. Абсолютная высота — 110 метров над уровнем моря.

### Часовой пояс
Посёлок Прушинский, как и вся Томская область, находится в часовой зоне МСК+4. Смещение применяемого времени относительно UTC составляет +7:00.

## История
Основан в 1924 году.
По данным 1926 года имелось 6 хозяйств и проживал 23 человека (в основном — поляки). В административном отношении являлись центром Прушинского сельсовета Зырянского района Томского округа Сибирского края.

## Население
| 1926 | 2002 | 2010 | 2012 | 2013 | 2014 | 2015 |
| ---- | ---- | ---- | ---- | ---- | ---- | ---- |
| 23   | ↗92  | ↘60  | ↘59  | →59  | ↘56  | ↗59  |
| 2016 | 2021 |      |      |      |      |      |
| ↘55  | ↘29  |      |      |      |      |      |

Гендерный состав
По данным Всероссийской переписи населения 2010 года в гендерной структуре населения мужчины составляли 51,7 %, женщины — соответственно 48,3 %.
Национальный состав
Согласно результатам переписи 2002 года, в национальной структуре населения русские составляли 94 %.

## Улицы
Уличная сеть посёлка состоит из четырёх улиц и одного переулка.